# Bulgária Zöld Pártja
Bulgária Zöld Pártja egy balközép jellegű zöld párt Bulgáriában, az Európai Zöld Pártnak, az Európai Unió egyik pártjának tagja. Elnöke Alekszander Karakacsanov.

## Története
1989. december 28-án alapították. 1991-ben a bulgáriai Demokratikus Erők Szövetsége tagszervezete lett. 2005-től a Bolgár Szocialista Párt vezette választási koalíció része.
A 2007-es EP-választásokon önállóan vett részt, 0,51%-ot ért el. Azóta az Európai Zöld Pártnak, az Európai Unió egyik pártjának tagja.